# دریای سرما

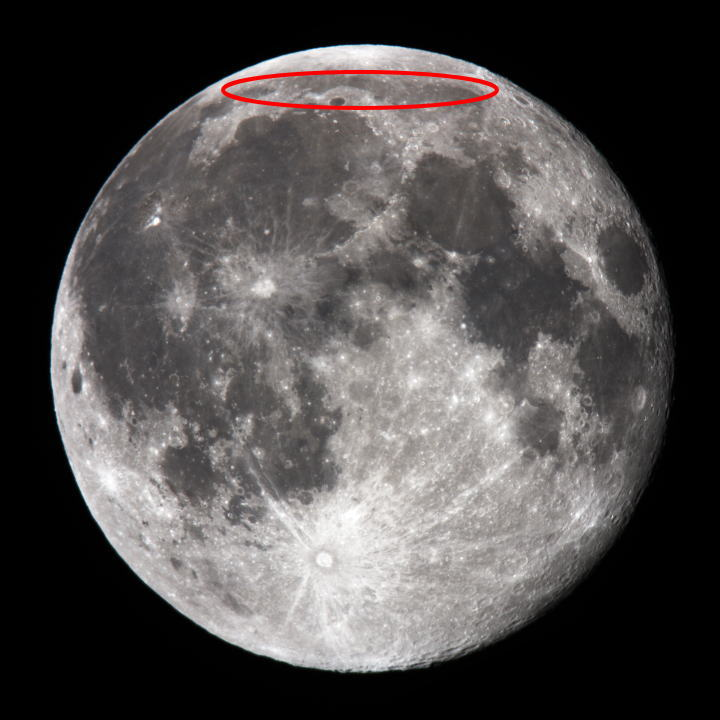
محل دریای سرما در کرهٔ ماه.

دریای سرما (Mare Frigoris) یکی از دریاوارهای کره ماه است.
این دریا در شمال دریای رگبارها و از سوی خاور تا دریای آرامی ادامه دارد. دریای سرما در ۵۶٫۰° شمالی و ۱٫۴° شرقی واقع شده و قطر آن ۱۵۹۶ کیلومتر است.
دریای سرما در حلقه‌های بیرونی حوضه توفان‌ها قرار دارد.
عارضه مدوری که در نزدیکی بخش جنوبی دریای سرما واقع شده دهانه افلاطون نام دارد.